# Yuki's MUSEUM
『Yuki's MUSEUM』（ユキズ・ミュージアム）は、斉藤由貴のベスト・アルバム。1989年11月29日発売。発売元はポニーキャニオン。

## 概要
1989年の夏季にヒットした「夢の中へ」から、歌手デビュー曲「卒業」までのシングル曲を概ね収録し、アルバム曲も追加収録されたベスト・アルバム。なお、12インチ・シングルとしてリリースされた「土曜日のタマネギ」は、前奏の短い別ヴァージョンが収録されている。
初回生産分のCD帯には、″君はコレをスキになる″ というコピーが記載されていた。これは、ベスト盤リリース当時に斉藤が出演した1989年公開の映画『君は僕をスキになる』のタイトルをもじったものである。
当時の最新タイアップで、斉藤出演のフジテレビ系異色テレビドラマ『LUCKY! 天使、都へ行く』の主題歌「LUCKY DRAGON」が収録された。同年リリースのオリジナル・アルバム『âge』には2バージョンが収録されているが、10曲目のスペシャル・バージョンが選択されている。
収録曲のうち、「夢の中へ」「悲しみよこんにちは」「白い炎」は、2007年にリアレンジ&ヴォーカル・ニュー・ヴァージョンが発表された。これらは、シングル「悲しみよこんにちは（21st century ver.）」に収録された。
デビュー曲「卒業」は、2008年2月29日放送のフジテレビ系音楽番組『僕らの音楽』において、一青窈とのコラボレーションで久々にテレビ披露された。これは、斉藤の楽曲の多くを編曲した武部聡志が一青のプロデュースを担当している縁で、一青サイドのリクエストに斉藤サイドが快諾したことで実現した。
2009年8月5日にリリースされた『Yuki's MUSEUM 25th Special』（HQCD）には、ボーナストラックとしてシングル「なぜ」のカップリング曲「ふり向けばただの一日」が追加収録されている。

## 収録曲

### CD
| 全編曲: 武部聡志（特記以外）。 |                                   |            |            |      |
| #                              | タイトル                          | 作詞       | 作曲       | 時間 |
| 1.                             | 「夢の中へ」(編曲:崎谷健次郎)     | 井上陽水   | 井上陽水   | 3:30 |
| 2.                             | 「青空のかけら」                  | 松本隆     | 亀井登志夫 | 3:49 |
| 3.                             | 「「さよなら」」                  | 斉藤由貴   | 崎谷健次郎 | 4:38 |
| 4.                             | 「初戀」                          | 松本隆     | 筒美京平   | 3:37 |
| 5.                             | 「悲しみよこんにちは」            | 森雪之丞   | 玉置浩二   | 3:55 |
| 6.                             | 「MAY」                           | 谷山浩子   | MAYUMI     | 4:47 |
| 7.                             | 「情熱」                          | 松本隆     | 筒美京平   | 4:57 |
| 8.                             | 「ORACIÓN -祈り-」                | 来生えつこ | 来生たかお | 4:36 |
| 9.                             | 「うしろの正面だあれ」            | 斉藤由貴   | 武部聡志   | 4:01 |
| 10.                            | 「3年目」                         | 斉藤由貴   | 岡本朗     | 4:44 |
| 11.                            | 「少女時代」                      | 原由子     | 原由子     | 3:44 |
| 12.                            | 「白い炎」                        | 森雪之丞   | 玉置浩二   | 4:15 |
| 13.                            | 「土曜日のタマネギ」              | 谷山浩子   | 亀井登志夫 | 3:43 |
| 14.                            | 「卒業」                          | 松本隆     | 筒美京平   | 4:43 |
| 15.                            | 「Where 〜金色の夜〜」            | 斉藤由貴   | 上田知華   | 4:35 |
| 16.                            | 「砂の城」                        | 森雪之丞   | 岡本朗     | 3:58 |
| 17.                            | 「LUCKY DRAGON」(編曲:崎谷健次郎) | 谷山浩子   | 崎谷健次郎 | 5:30 |

#### Yuki's MUSEUM 25th Special ボーナストラック
| #   | タイトル                                     | 作詞       | 作曲     | 編曲     | 時間 |
| --- | -------------------------------------------- | ---------- | -------- | -------- | ---- |
| 18. | 「ふり向けばただの一日」(25th Special track) | 鮎川めぐみ | 筒美京平 | 澤近泰輔 | 4:35 |

### 曲解説
1. 夢の中へ
  - NTV系ドラマ『湘南物語』主題歌。
  - 原曲歌唱は井上陽水。森高千里がカバーしてヒットした「17才」(原曲歌唱は南沙織)と共にカバー・ソング・ブームの火付け役となった。テレビで披露する際の独特の振付も話題となった。
2. 青空のかけら
  - 富士フイルム カセットテープ「AXIA」コマーシャルソング。オリコン・シングルチャートで初の1位を獲得した。
3. 「さよなら」
  - 東宝映画『「さよなら」の女たち』主題歌。初めて自身で作詞した作品がシングルA面曲に採用された。
4. 初戀
5. 悲しみよこんにちは
  - CX系テレビアニメ『めぞん一刻』テーマソング。紅組の司会も務めた『第37回NHK紅白歌合戦』の歌唱曲。
  - 2007年11月28日に「悲しみよこんにちは （21st century ver.）」のタイトルでセルフカバーの上、再リリースされた。
6. MAY
  - 東宝映画『恋する女たち』主題歌。当時、同じポニーキャニオンに所属していた谷山浩子が作詞を担当。
7. 情熱
  - 富士フイルム カセットテープ「AXIA」コマーシャルソング。
8. ORACIÓN －祈り－
  - 映画『優駿 ORACIÓN』主題歌。作曲者・来生たかおとのデュエット。
  - タイトルは ″オラシオン″ と読む。来生たかおのベスト『GOLDEN☆BEST 来生たかお ビジターズ』（2004年）にも収録されている。
9. うしろの正面だあれ
10. 3年目
11. 少女時代
  - NTV系テレビアニメ『YAWARA!』エンディング・テーマ。のちに原由子がセルフカバーした。
12. 白い炎
  - 自身が主演したCX系ドラマ『スケバン刑事』の主題歌。歌詞ブックレットには ″作詞 松本隆″ と印刷されており、お詫びと訂正の紙片が同梱された。
13. 土曜日のタマネギ
  - コーラスに久保田利伸や谷山浩子が参加している。
  - 前奏の長い12インチ・シングル・ヴァージョンは、『MYこれ!クション 斉藤由貴BEST』（2001年）にリマスタリング音源で収録されている。
14. 卒業
  - 歌手デビュー曲。明星食品のコマーシャルソングに使用された。
15. Where 〜金色の夜〜
16. 砂の城
  - 富士フイルム カセットテープ「AXIA」コマーシャルソング。
17. LUCKY DRAGON
  - CX系テレビドラマ『LUCKY! 天使、都へ行く』主題歌。

## 関連作品
- ガラスの鼓動 M-13
- ripple M-9
- PANT M-10・12
- TO YOU M-15
- âge M-17